# Monsieur Nicolas
Monsieur Nicolas, ou Le Cœur humain dévoilé, est un ouvrage autobiographique écrit par Nicolas Edme Restif de La Bretonne et paru en 1796-1797.

## La structure de l'ouvrage
Monsieur Nicolas se subdivise en dix « époques ». Au terme de la neuvième époque, Restif rédige une « reprise de la huitième époque », consacrée à l'« Histoire de Sara » — version réduite du roman autobiographique La Dernière aventure d’un homme de quarante-cinq ans — qui se prolonge dans la dixième époque. Elle-même est prolongée par une brève « reprise de la dixième époque ». « Mon calendrier », « Mes ouvrages », « Ma religion », « Ma morale » et « Ma politique » concluent l'ouvrage.
Le récit autobiographique est mené de 1734 à 1784 jusqu'à la huitième époque. Dans la neuvième époque, au contraire, Restif cesse de suivre un récit chronologique. Après avoir dressé la liste de ses amis puis de ses ennemis, il évoque rapidement les événements survenus entre 1785 et 1789, avant de mener des retours en arrière, jusqu'en 1774, puis il relate des dîners auxquels il a été convié en 1787. Suivent quelques pages sur le Palais-Royal, une citation du Nouveau tableau de Paris de Louis-Sébastien Mercier, un bilan sur ses maladies depuis son enfance, un retour sur le Palais-Royal et enfin une dernière citation du Nouveau tableau de Paris.
Cette rupture du continuum chronologique témoigne de l'incapacité de Restif à poursuivre son projet autobiographique face aux bouleversements de la Révolution française ; l'histoire du moi lui paraît dérisoire face aux bouleversements de l'histoire. En outre, c'est une période de difficultés matérielles, de solitude, ce qui explique que l'analyse des ressorts du cœur humain disparaisse derrière une galerie de personnages, amis et ennemis.

## La composition et l'impression
En 1762, Restif commence un premier texte intitulé Le Compère Nicolas, avant de l'abandonner. Pierre Testud suppose qu'il a pu tenter de reprendre ce projet initial en 1777, comme semble l'attester une « Dédicace à moi » datée de cette année. Le ton de cette dédicace et le choix de « compère » indiquent qu'à l'origine, Restif envisageait de donner un ton burlesque à son livre. Ce choix illustre, selon Pierre Testud, l'incapacité de Restif à concevoir, avant la parution des Confessions de Jean-Jacques Rousseau, une autobiographie sérieuse.
Commencée le 14 novembre 1783, la rédaction est interrompue le 13 décembre, au bout de 170 pages, afin de s'occuper des Contemporaines, avant de reprendre le 11 février 1784, puis du 3 mars au 9 mai. Reprenant alors l'ouvrage au début, Restif le complète, apporte des modifications, rédige une généalogie fantaisiste le rattachant à l'empereur romain Pertinax placée en introduction et poursuit la rédaction jusqu'à la page 806. Le 26 août, il abandonne de nouveau son manuscrit pour continuer Les Veillées du Marais et achever les derniers volumes des Contemporaines. Puis, du 11 décembre au 25 janvier 1785, il progresse jusqu'à la page 910, avant d'interrompre son travail, essentiellement pour La Femme infidèle et Les Françaises. Le reprenant le 12 août suivant, il parvient le 20 à la fin de la VIIIe époque, page 925, qui devait alors conclure l'ouvrage.
Dès le 9 avril 1785, Restif a remis son manuscrit à son censeur, Toustain-Richebourg, hormis les derniers avancements, dont la date de remise est inconnue. La lecture semble en avoir été fort longue puisqu'il ne lui est rendu que le 27 février 1788, au point qu'impatienté par la lenteur de Toustain, Restif envisage en septembre 1786 « d'imprimer des lambeaux du Monsieur Nicolas » (Mes Inscripcions, 12 septembre 1786).
À partir de là, Restif relit entièrement l'ouvrage et en donne quelques lectures dans le salon de Fanny de Beauharnais. D'avril 1789 à juin 1790, il négocie avec le libraire Guillot, puis avec Panckoucke, avant de décider, les discussions n'aboutissant pas, d'imprimer lui-même l'ouvrage.
Ce n'est que le 29 avril 1791 que Restif commence la IXe époque, qui embrasse les années 1785 à 1797. Dans un premier temps, il pense intercaler entre les deux parties de l'ouvrage le manuscrit de Mes Inscripcions, un exposé de ses « Affaires » et de ses « Maladies », ainsi qu'une revue des personnages qu'il connaissait intitulée « Mes contemporains ». Renonçant finalement à intégrer Mes Inscripcions dans l'ouvrage, il va utiliser les autres textes initialement prévus dans la IXe époque.
Commencée en 1791, l'impression est délaissée en 1792 au profit de celle des Provinciales, avant de reprendre le 7 février 1793, jusqu'au 21 septembre 1797. Suit, le 26 septembre, l'impression de « Mon testament » à la fin de quelques exemplaires de Monsieur Nicolas.

## La parution
En 1788, Restif prévoit un tirage de 3 000 exemplaires. Dans les premiers mois de 1791, il rédige une proposition de souscription, qui prévoit un tirage de 500 exemplaires, avec cent cinquante gravures pour l'illustrer. Il s'agit une publication d'envergure en vingt-quatre volumes (comprenant les cinq volumes du Drame de la vie) au prix — élevé — de dix louis, soit deux cent quarante francs. Une grande édition de 3 à 4 000 exemplaires est également prévue. Cette souscription semble avoir eu peu de succès, dans un contexte difficile marqué par des départs en émigration.
Ce projet initial est ensuite abandonné. À la fin de 1796, le Cercle social de Nicolas de Bonneville met en vente les huit premières parties, qui vont jusqu'au premier tiers de la VIe époque, au prix de 24 francs. Restif établit alors un projet de souscription qui prévoit douze volumes au prix de 24 francs, ce qui suppose que « Mon calendrier », « Mes ouvrages » et les deux parties formées de « Ma religion », « Ma morale » et « Ma politique » en sont exclues ; l'ouvrage s'arrête à l'« Histoire de Sara ». Il envisage un tirage de 1 000 exemplaires.
À la fin de 1797, Restif met finalement en vente un tirage de moins de 500 exemplaires. L'ouvrage comprend seize volumes au format in-12 et les illustrations ont été abandonnées.

## Postérité
Monsieur Nicolas a suscité l'intérêt de lecteurs illustres. Le 2 janvier 1798, Friedrich von Schiller écrit à Johann Wolfgang von Goethe : 

« Avez-vous lu par hasard le singulier ouvrage de Rétif : le Cœur humain dévoilé ? en avez-vous du moins entendu parler ? Je viens de lire tout ce qui en a paru, et malgré les platitudes et les choses révoltantes que contient ce livre, il m'a beaucoup amusé. Je n'ai jamais rencontré une nature aussi violemment sensuelle ; il est impossible de ne pas s'intéresser à la quantité de personnages, de femmes surtout, qu'on voit passer sous ses yeux, et à ces nombreux tableaux caractéristiques qui peignent d'une manière si vivante les mœurs et les allures des Français. J'ai si rarement l'occasion de puiser quelque chose en dehors de moi, et d'étudier les hommes dans la vie réelle, qu'un pareil livre me paraît inappréciable. »

Gérard de Nerval publie dans les numéros du 15 août, du 1er et du 15 septembre 1850 de La Revue des Deux Mondes une analyse de la vie et de l'œuvre de Restif intitulée « Les Confidences de Nicolas - Histoire d'une vie littéraire au XVIIIe siècle ». Cette étude paraît en volume dans Les Illuminés en 1852. Avec Le Drame de la vie, des contemporaines, Les Posthumes et la notice biographique de Michel de Cubières, Monsieur Nicolas est sa principale source,.